# Гамарро, Педро
Педро Хосе Гамарро (исп. Pedro José Gamarro; 8 января 1955, Мачикес — 7 мая 2019) — венесуэльский боксёр средних весовых категорий, выступал за сборную Венесуэлы во второй половине 1970-х — первой половине 1980-х годов. Серебряный призёр летних Олимпийских игр в Монреале, обладатель двух бронзовых медалей Панамериканских игр, чемпион Игр Центральной Америки и Карибского бассейна, многократный победитель и призёр национального первенства. 
Тренер по боксу.

## Биография
Педро Гамарро родился 8 января 1955 года в городе Мачикес, штат Сулия. Первого серьёзного успеха в боксе добился в 1973 году, когда в полусредней весовой категории выиграл чемпионат Венесуэлы и закрепился за счёт этой победы во взрослой сборной страны. Год спустя стал чемпионом Игр Центральной Америки и Карибского бассейна, проходивших в Санто-Доминго, а ещё через год завоевал бронзовую медаль на Панамериканских играх в Мехико. Благодаря череде удачных выступлений удостоился права защищать честь страны на летних Олимпийских играх 1976 года в Монреале, где сумел дойти до финала, но в решающем матче раздельным решением судей 3:2 уступил немцу Йохену Бахфельду. Это первая для Венесуэлы серебряная медаль на Олимпиадах и единственная медаль на Играх 1976 года.
После этих соревнований Гамарро продолжил выступать за сборную, в 1977 году выиграл крупный турнир в Каракасе и занял третье место на Играх Центральной Америки и Карибского бассейна в Панаме. В 1978 году съездил на чемпионат мира в Белград, однако в первом же своём бою проиграл югославу Миодрагу Перуновичу. На волне неудач принял решение завершить карьеру спортсмена, но в 1983 году вернулся в бокс, поднявшись во вторую среднюю весовую категорию. На мировом первенстве в Риме дошёл до стадии четвертьфиналов, тогда как на домашних Панамериканских играх в Караксе пополнил медальную коллекцию ещё одной бронзовой наградой. В 1984 году окончательно покинул ринг, став тренером по боксу в одном из венесуэльских боксёрских клубов.